# Avar
Pour les articles homonymes, voir Avar.
L'avar (désigné магӀарул мацӀ /maʕarul maʦʼ/ « langue des montagnes » ou Авар мацӀ « langue avar ») est une langue caucasienne de la famille nakho-daghestanienne parlé par les Avars.
Il est principalement parlé dans les parties est et sud du Daghestan et dans la région du Zakatala en Azerbaïdjan. Certains Avars vivent également dans d'autres régions de Russie, en Géorgie, au Kazakhstan, en Jordanie et en Turquie. L'avar est parlé par 766 500 personnes.

## Dialectes
Il existe de nombreux dialectes.

### SelonEthnologue
Ethnologue les classe de cette façon :
- avar du Nord (avar andien, bolmats, khunzakh, salatav, unkratl) ;
- avar du Sud-Ouest (batlukh, hid kaxib, hid keleb) ;
- avar du Sud-Est (andalal, andalal shulanin, andalal untib) ;
- antsukh (ancux) ;
- qarakh (bacadin, karakh) ;
- qusur ;
- zaqatal (char).

Ethnologue indique également que les dialectes de l'antsukh, du qarakh, de l'andalal et du batlukh pourraient être des langues distinctes.

### SelonGlottolog
Le classement de Glottolog est un peu différent :
- ancux
- andalal-gxdatl
- bacadin
- batlux
- hid
- karax
- kaxib
- keleb
- kunzakh
- salatav
- shulanin
- untib
- zakataly
- zaqatala

### Différences
On peut citer en exemple un petit problème de compréhension entre bergers de groupes dialectaux différents :
le « mouton » se dit : чахъу (čaq̄u) en avar, гІиял (ʿijal) en batlux, гІи (ʿi) en hid, небгал (nebgal) en andalal, боцІи (bo.ci) en antsux, лемаг (lemag) en karax, гІийал (ʿijal) en kusur et гІаялжо (ʿajalžo) en zaqatal.
Lorsqu'un karax parle de « mouton », l'avar comprend « brebis » et lorsque celui-ci parle de mouton, les andalal, antsux, karax et zaqatal entendent « brebis ». Cas semblable pour un hid qui aurait affaire à un batlux, un kusur et à certains sous-dialectes karax car en hid « mouton » et « brebis » ne sont pas différenciés.

## Exemples
| français                   | avar en alphabet cyrillique | avar en alphabet latin | avar en alphabet arabe |
| -------------------------- | --------------------------- | ---------------------- | ---------------------- |
| Bonjour                    | ВорчӀами                    | Worčʼami               | وۈرڃامێ                |
| Que faites-vous ?          | Щиб хӀал бугеб?             | Ššib ħal bugeb?        | شّێب حال بۇگېب؟         |
| Quel est votre nom ?       | Дуда цӀар щиб?              | Duda cʼar ššib?        | دۇدا ضار شّێب؟          |
| Quel âge avez-vous ?       | Чан сон дур бугеб?          | Čan son dur bugeb?     | چان سۈن دۇر بۇگېب؟     |
| Où allez-vous ?            | Киве мун унев вугев?        | Kiwe mun unew wugew?   | كێوې مۇن ئۇنېو وۇگېو؟  |
| Désolé !                   | ТӀаса лъугьа!               | Tʼasa łuha!            | طاسا ڸۇھا!             |
| Ils construisent la route. | Гьез нух гьабулеб буго      | Hez nux habuleb bugo   | ھېز نۇخ ھابۇلېب بۇگۈ   |